# Acfred I de Carcassona
Acfred I de Carcassona (? - 906) fou comte de Carcassona i de Rasès (877 - 906).

## Orígens familiars
Fill segon del comte Oliba I de Carcassona, fou germà d'Oliba II de Carcassona i era net per línia paterna de Bel·ló de Carcassona, cosa que l'emparentava amb el casal de Barcelona, dominant al comtat de Barcelona i Empúries.

## Ascens al tron comtal
El 877 rebé del seu germà gran els comtats de Carcassona i Rasès, continuant així la transferència del comtat iniciada pel seu pare. Oliba II havia tingut dos fills, els quals eren els hereus legítims. Acfred actuà de regent, però realment actuà com a comte titular dels comtats.

## Núpcies i descendents
Es casà amb Adelinda d'Alvèrnia, filla del comte Bernat II d'Alvèrnia, comte d'Autun, Rodés i Alvèrnia, i germana de Guillem I d'Aquitània. D'aquesta unió nasqueren:
- Guillem II d'Aquitània (?-926), duc d'Aquitània
- Acfred I d'Aquitània (?-927), duc d'Aquitània
- Bernat III d'Alvèrnia (?- d 932), comte d'Alvèrnia

A la seva mort fou succeït pel seu nebot, Benció I de Carcassona.